# マリア・アンジャルス・カルドナ
マリア・アンジャルス・カルドナ・イ・フロリト（カタルーニャ語: Maria Àngels Cardona, 1940年 - 1991年）は、スペイン・バレアレス諸島メノルカ島のファラリアス出身の生物学者・生態学者・植物学者。主にバルセロナで活動した。

## 生涯
バレアレス諸島メノルカ島のファラリアスに生まれ、シウタデリャ・デ・メノルカで育った。バルセロナ大学入学を機に本土のバルセロナに渡り、1963年に生物学の学位を取得した。1964年から1971年にかけて、バルセロナのコルセローラ山地周辺の様々な植物群の生活環に関する博士論文を書いた。
この論文でカルドナはカタルーニャ地方のジオボタニクスの新たな研究分野を開拓し、科学的アプローチ・方法論的アプローチに大きな変化をもたらした。1972年にはカタルーニャ統計局のピウス・フォント・イ・ケール賞を受賞した。博士論文の執筆開始時からバルセロナ大学で教員として働き、1975年から1985年には植物学科で教壇に立った。1985年にはバルセロナ自治大学に移り、1986年から死去するまでは野菜生物学の教授職の地位にあった。
カルドナは何人かの国際的な研究者と共同作業を行っており、特にマルセイユ大学の細胞遺伝学の権威であるJuliette Contandriopoulosと協同した。50以上の学術論文を発表しており、メノルカ百科事典の編纂にも携わった。国内および国際的な学会や委員会のメンバーでもあった。晩年は健康状態に不安があり、1991年12月24日にバルセロナで死去した。死因は脳卒中。

## 会員
- カタルーニャ統計局（英語版） カタルーニャ自然史研究所（カタルーニャ語版）
- バレアレス諸島自然史学会（カタルーニャ語版）

## 文献
- Marti Llufriu, J. Manel (1999). M. Àngels Cardona i Florit: La flora i el paisatge de Menorca. Maó: Institut Menorquí d'Estudis.

Cardonaは、植物の学名で命名者を示す場合にマリア・アンジャルス・カルドナを示すのに使われる。（命名者略記を閲覧する／IPNIでAuthor Detailsを検索する。）